# Sers (Charente)
Sers ist eine Gemeinde mit 903 Einwohnern (Stand 1. Januar 2022) im westfranzösischen Département Charente in der Region Nouvelle-Aquitaine.

## Lage
Die Gemeinde Sers liegt in einer Höhe von etwa 160 Metern ü. d. M. etwa 20 Kilometer (Fahrtstrecke) südöstlich von Angoulême in der alten Kulturlandschaft des Angoumois im Süden der Charente.

## Bevölkerungsentwicklung
| Jahr      | 1962 | 1968 | 1975 | 1982 | 1990 | 1999 | 2006 | 2016 |
| Einwohner | 408  | 413  | 472  | 540  | 633  | 673  | 710  | 862  |

In der ersten Hälfte des 19. Jahrhunderts hatte die Gemeinde meist zwischen 600 und 750 Einwohner. Infolge der Reblauskrise im Weinbau und der Mechanisierung der Landwirtschaft sank die Einwohnerzahl danach kontinuierlich auf die Tiefststände der 1920er bis 1970er Jahre ab. Wegen der Nähe zu Angoulême und den auf dem Lande deutlich niedrigeren Immobilienpreisen ist in den letzten Jahrzehnten wieder ein deutlicher Anstieg der Bevölkerungszahlen zu verzeichnen.

## Wirtschaft
Die Einwohner der Gemeinde lebten jahrhundertelang nach den Prinzipien der Selbstversorgung von der Landwirtschaft, lediglich die Stadt Angoulême kam als Marktplatz infrage. Im Jahr 1514 wurde im Weiler Planche Meunier eine Gießerei und Eisenschmelze gebaut, die bis 1762 in Betrieb war. Die Böden der Gemeinde gehören zwar noch zu den Bons Bois des Weinbaugebietes Cognac, doch sind die Absätze bei teuren Weinbränden und selbst bei Wein in den letzten Jahrzehnten eher rückläufig, so dass der Weinbau heutzutage keine Rolle mehr spielt.

## Geschichte
In einer Felsgrotte wurden im Jahr 1927 mehrere mit Tierfiguren skulptierte Steine aus der Epoche des Solutréen entdeckt, die sich heute im Musée d’archéologie nationale von Saint-Germain-en-Laye befinden. Auch ein bereits arg zerstörter Dolmen (Le Roc qui danse) befindet sich auf dem Gebiet der Gemeinde. Einige Historiker identifizieren Sers mit den auf den Peutingerschen Tafeln vermerkten Ort Sarum, doch liegt der Ort etliche Kilometer von der Römerstraße zwischen Saintes (Mediolanum Santonum) und Périgueux (Vesunna) entfernt. Aus mittelalterlicher Zeit sind die Ortsnamen Sersia und Cers überliefert.

## Sehenswürdigkeiten

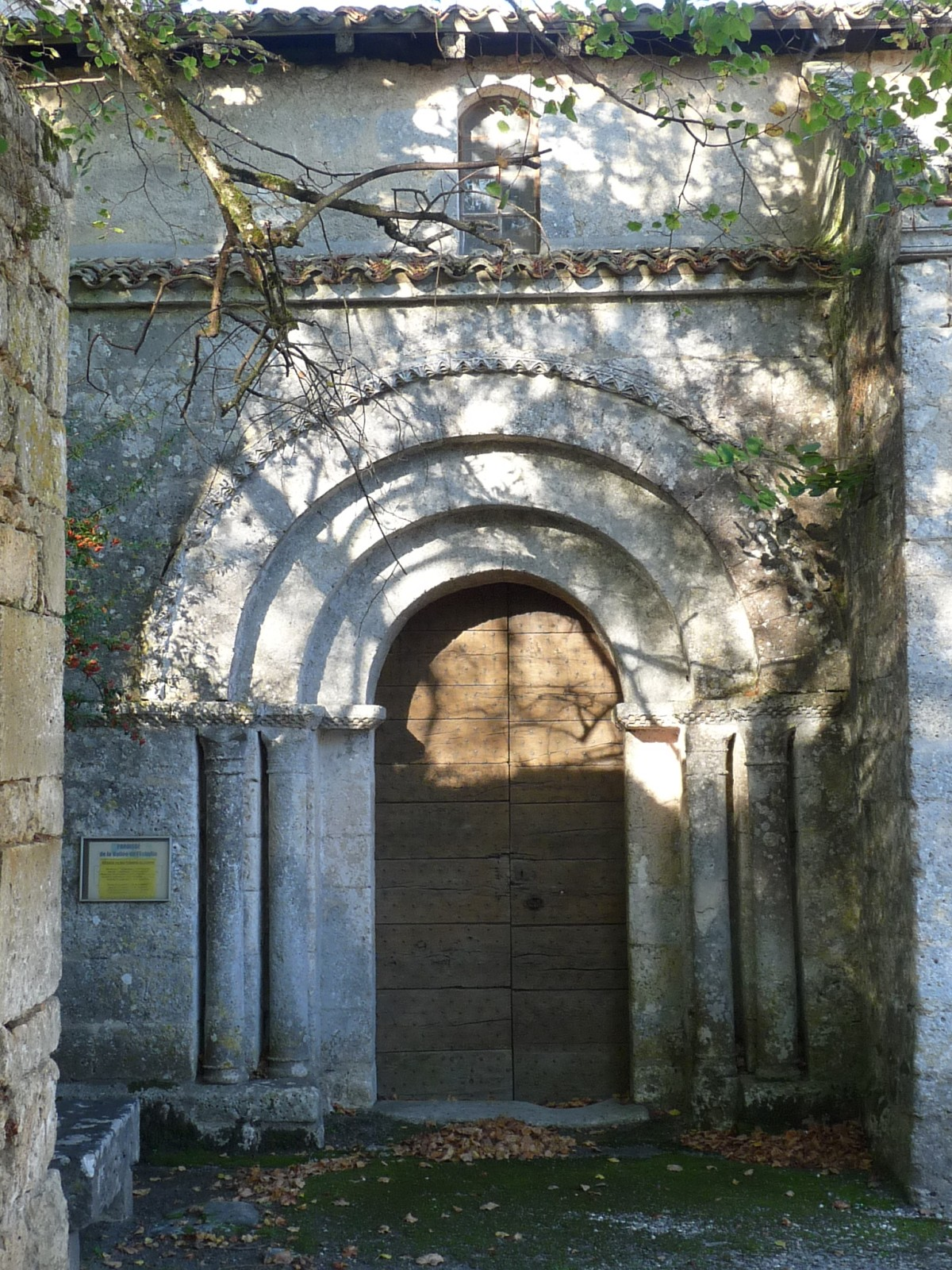
Südportal der Kirche Saint-Pierre

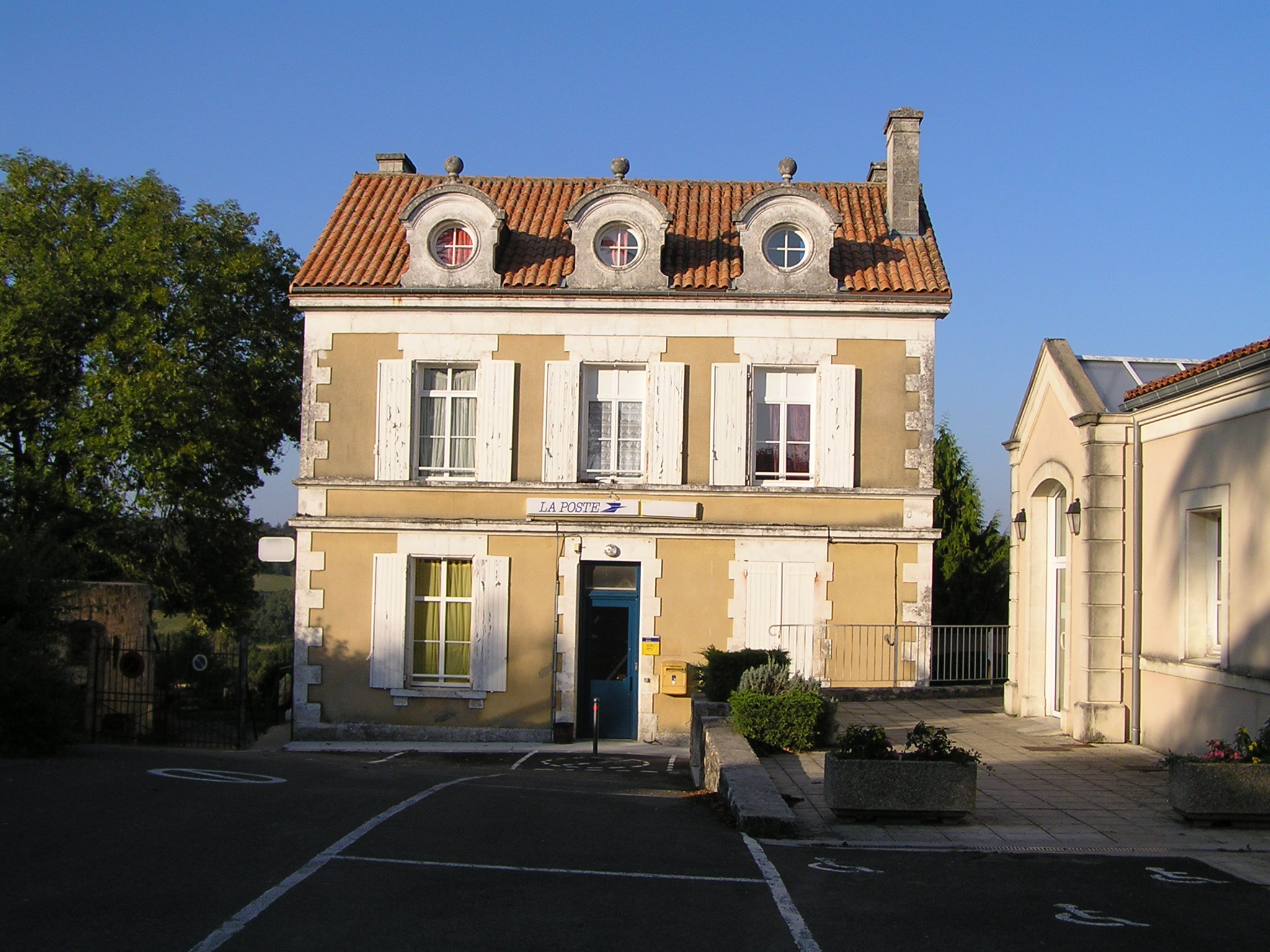
Ehemaliges Pfarrhaus (presbytère)

- Die langgestreckte romanische Pfarrkirche Saint-Pierre stammt aus dem ausgehenden 12. Jahrhundert. Die Außenwände der mit Steinplatten (lauzes) gedeckten Apsis sind vollkommen ungegliedert und schmucklos. Der viergeschossige Vierungsturm der Kirche gehört jedoch zu den schönsten und imposantesten in der Charente: Der untere Bereich ist schmucklos und nur von einem quadratischen bzw. polygonal gebrochenen Treppenturm begleitet; darüber befindet sich eine Geschossebene mit Blendarkaden; die beiden oberen Glockengeschosse haben nahezu gleichgestaltete Schallöffnungen. Während die schmucklose Westfassade nahezu festungsartig wirkt, befindet sich auf der Südseite der Kirche ein unprofiliertes Archivoltenportal mit eingestellten monolithischen Säulen und einem Überfangbogen in Form eines Diamantstabes; die Kapitelle sind dekorlos, dagegen ist die Kämpferzone ist mit einem umlaufenden Klötzchenfries geschmückt. Das 27,60 Meter lange und 7,25 Meter breite Kirchenschiff ist tonnengewölbt. Die Kirche wurde im Jahr 1970 als Monument historique[1] anerkannt.
- Das ehemalige Pfarrhaus (presbytère) stammt aus der Zeit um 1800 und dient heute als Post. Es wurde 1941 als Monument historique[2] anerkannt.
- Die teilweise in eine Felswald hineingehauene Ermitage de Bellevau befindet sich in einem Wäldchen nur wenige Meter oberhalb einer als wundertätig verehrten Quelle.
- Der mit prähistorischen Tierskulpturen (heute Kopien) versehene Felsüberhang (Roc de Sers) befindet sich in einem Waldgrundstück (45° 34′ 29″ N, 0° 19′ 45″ O) etwa zwei Kilometer südlich des Ortes. Neben den Felsreliefs am Chaire de Calvin in Mouthiers-sur-Boëme ist es das einzige künstlerische Zeugnis der Anwesenheit von prähistorischen Menschen in der südlichen Charente.
- Das in Privatbesitz befindliche Logis de Nanteuil (45° 35′ 40″ N, 0° 18′ 13″ O) stammt aus dem 15. Jahrhundert. Der Renaissancebau verzichtet auf mittelalterliche Türme, hat aber noch eine umlaufende Zinnenbrüstung mit vorkragenden machikoulis oberhalb der Fassade. Im Inneren befindet sich ein 27 Meter langer und 6,25 Meter breiter gewölbter Saal. Der Schlossbau ist seit dem Jahr 1997 als Monument historique[3] anerkannt.
- Außerhalb des Ortes liegt die ehemalige Kanonengießerei aus dem Jahr 1572 mit den dazugehörigen herrschaftlichen Gebäuden des 18. Jahrhunderts. Der Baukomplex ist seit 1991 als Monument historique[4] anerkannt.